# 溝手るか
溝手 るか（みぞて るか、1997年1月25日 - ）は、日本のシンガーソングライター。ライブイベント出演時にはRuka名義でも活動していた。SUPER☆GiRLSの元メンバーで、4代目リーダーだった。大阪府出身、血液型はA型。

## 略歴
5歳の頃からダンス教室に通ってレッスンを受けていたが、ある日友達から『avex audition 2006』参加の誘いを受ける。目立つことが苦手で引っ込み思案な性分であったが「単独で何かを成し遂げたい」という気持ちから応募したという。2006年12月29日に行われた最終審査に合格。エイベックス・アーティストアカデミーで育成契約生としてレッスンを開始した。2008年8月17日には『a-nation'08』のアクトダンサーを務めるなど、当初はダンサー志望だった。しかし、アカデミー講師の薦めでボーカルクラスに移動。歌うことの楽しさに目覚めたという。
2010年6月12日、『avex アイドルオーディション 2010』に合格し、女性アイドルグループSUPER☆GiRLSのメンバーとなる。
2017年1月25日、20歳の誕生日当日に初めてのソロライブ『Ruka 1st LIVE "beginning" 〜twenty〜』を開催した。以降、グループ活動の他にRuka名義でソロ活動を始めることとなる。また、同年6月17日、SUPER☆GiRLSの4代目リーダーに就任したことを発表した。
2018年10月1日、SUPER☆GiRLSから卒業することを発表し、2019年1月11日開催の『SUPER☆GiRLS 超LIVE 2019 〜新たなる道へ〜』をもって卒業した。また、同31日付でエイベックス・マネジメントを退所し、ソロのシンガーソングライターとして活動を開始した。配信アルバム『Ruka』はApple MusicのデンマークのJ-Popトップアルバムランキングで第1位（2021年2月25日付）に、配信アルバム『SIX』はApple MusicのアルゼンチンのJ-Popトップアルバムランキングで第1位（2024年5月8日付）になるなどしている。なお、ソロになってからRuka名義で活動していたが、2022年2月1日から本名の溝手るか名義に戻している。
2025年1月25日、活動15周年となる2025年内をもって音楽活動に終止符を打つことを発表した。

## 人物
SUPER☆GiRLS時代の公式ニックネームは「るか」。イメージカラー（超絶カラー）はビビッドレッド、キャッチコピーは「背はおっきいけど気はちっちゃい。ピュアなハートと歌声で笑顔の花を咲かせます。」（2014年2月23日までは「ちょっぴりへタレビビリの、全力スマイル!」）。オーディションの投票審査9位通過。2ndアルバム『EveryBody JUMP!!』収録の「My dream」で、SUPER☆GiRLSとしては初となるソロでの楽曲を披露した。
2014年、ハワイ・オアフ島で開催された『ホノルルハーフマラソン・ハパルア2014』の盛り上げ隊にSUPER☆GiRLSが就任し、メンバー全員がハーフマラソンに初挑戦したが、15 - 19歳の部で部門優勝した。

## 作品

### 自主制作
- Rukaオリジナル曲音源化プロジェクト限定盤CD（2018年6月、RUKA-1806）[注 1]

1. beginning
2. 9月に鳴く蝉
3. 運命の人 - ラグーナテンボス「光のラグーン」CMソング
4. 道標
5. パパとママへ - 澤村 企業ブランドCMソング
- 溝手るか Mini Album『SIX』（2021年12月16日）

1.ALARM
2.カラフル
3.ユニフォーム
4.コーヒーとココア - ラグーナテンボス「生命の光」CMソング
5.夜空の星
6.はじまりの鐘 -Album Mix-
7.Chain

### 配信楽曲
- はじまりの鐘（2021年7月7日）[13]
- サイダー（2024年6月12日）[14]
- きみのままで（2024年12月16日）[14]

### 参加楽曲
- 真空色-まそらいろ-（2020年2月、『ニンギョヒメ Original Soundtrack』収録） - 舞台『ニンギョヒメ』オープニングテーマ
- 距離（2021年12月24日、fishbowl『客演』収録）[22]
- New Order（2025年3月発表、「GITADORA -ARENA MODEL- × GALAXY WAVE DELTA」収録曲、Maro feat. 溝手 るか 名義）[23]

### 未音源化楽曲
- Always（2015年1月発表）
- Possible（2017年1月発表）
- なんでだろう（2018年1月発表）
- 空無（2019年7月発表）
- STAGE（2020年1月発表）
- Fake the world（2020年1月発表）

## 出演

### ライブ
- Ruka 1st LIVE "beginning" 〜twenty〜（2017年1月25日、Mt.RAINIER HALL SHIBUYA PLEASURE PLEASURE）[24]
  - バンドメンバー：平田博信（Bass/Bandmaster)、野口徹平（Guitar）、森信行（Drum）、吉田明広（Keyboard）

| 1             | always                                                                              |                                                       |
| 2             | possible                                                                            | 本人が作詞作曲したオリジナル曲で、1部に初披露された。 |
| 3             | 全力少年（スキマスイッチ）                                                          |                                                       |
| 4             | 歩いて帰ろう（斉藤和義）                                                            |                                                       |
| 5             | 9月に鳴く蝉                                                                         | 本人が作詞作曲したオリジナル曲で、1部に初披露された。 |
| 6             | やわらかな夜（orange pekoe）                                                        |                                                       |
| 7             | 手紙 〜拝啓 十五の君へ〜（アンジェラ・アキ）- 1部 僕が僕であるために（尾崎豊）- 2部 |                                                       |
| 8             | 夢見る隙間（aiko）                                                                  |                                                       |
| 9             | 誕生日（熊木杏里）- 1部 なんでもないや（RADWIMPS）- 2部                             | ピアノ弾き語りで披露。                                |
| 10            | パパとママへ                                                                        | 本人が作詞作曲したオリジナル曲で、1部に初披露された。 |
| 11            | その先へ（DREAMS COME TRUE）                                                        |                                                       |
| 12            | J.BOY（浜田省吾）                                                                   |                                                       |
| 13            | シーソーゲーム 〜勇敢な恋の歌〜（Mr.Children）                                      |                                                       |
| 14            | beginning                                                                           | 本人が作詞作曲したオリジナル曲で、1部に初披露された。 |
| 15 （Encore） | ありがとうの輪（絢香）                                                              |                                                       |
| 16 （Encore） | Twist And Shout（THE BEATLES）                                                      | 2部のみ。                                             |

- Ruka 2nd LIVE〜GIFT〜（2018年1月21日、ヤマハ銀座スタジオ）[25]
  - バンドメンバー：奈良悠樹（Guitar）、佐倉優美（Keyboard）

| 1             | Always                                                                     |                                                       |
| 2             | beginning                                                                  |                                                       |
| 3             | GIFT（Mr.Children）                                                        | ライブタイトルに沿って披露された曲。                  |
| 4             | 決意の朝に（Aqua Timez）- 1部 歌うたいのバラッド（斉藤和義）- 2部          | リクエスト曲。                                        |
| 5             | 夢のチカラ（上戸彩）- 1部 恋愛写真（大塚愛）- 2部                          | リクエスト曲。                                        |
| 6             | パパとママへ                                                               | ピアノ弾き語りで披露。                                |
| 7             | 運命の人                                                                   | 本人が作詞作曲したオリジナル曲で、1部に初披露された。 |
| 8             | 9月に鳴く蝉                                                                |                                                       |
| 9             | なんでだろう                                                               | 本人が作詞作曲したオリジナル曲で、1部に初披露された。 |
| 10            | 明日も（SISHAMO）- 1部 今宵の月のように（エレファントカシマシ）- 2部       |                                                       |
| 11            | Possible                                                                   |                                                       |
| 12            | 道標                                                                       | 本人が作詞作曲したオリジナル曲で、1部に初披露された。 |
| 13 （Encore） | 絶対自分前進宣言!（SUPER☆GiRLS）- 1部 EveryBody JUMP!!（SUPER☆GiRLS）- 2部 |                                                       |
| 14 （Encore） | Always                                                                     | 2部のみ。                                             |
| 15 （Encore） | 道標                                                                       | 2部のみ。                                             |

- Ruka Live 〜To the next road〜（2020年1月25日、DDD AOYAMA CROSS THEATER）
  - バンドメンバー：ダイジー（Guitar）、佐倉優美（Keyboard）、原田梢（Violin）

| 1   | STAGE                       | 初披露された本人が作詞作曲したオリジナル曲。 |
| 2   | 9月に鳴く蝉                 |                                              |
| 3   | なんでだろう                |                                              |
| 4   | OH MY LITTLE GIRL（尾崎豊） | ピアノ弾き語りで披露。                       |
| 5   | 空無                        |                                              |
| 6   | beginning                   |                                              |
| 7   | パパとママへ                |                                              |
| 8   | プライド（高橋優）          |                                              |
| 9   | 運命の人                    |                                              |
| 10  | Possible                    |                                              |
| 11  | Fake the world              | 初披露された本人が作詞作曲したオリジナル曲。 |
| 12  | 道標                        |                                              |
| 13  | Always                      | バイオリン込みで披露。                       |
| 2部 |                             |                                              |
| 1   | STAGE                       |                                              |
| 2   | Always                      |                                              |
| 3   | 9月に鳴く蝉                 |                                              |
| 4   | 忘れ得ぬ人（Mr.Children）   | ピアノ弾き語りで披露。                       |
| 5   | 空無                        |                                              |
| 6   | beginning                   |                                              |
| 7   | パパとママへ                |                                              |
| 8   | DREAM（清水翔太）           |                                              |
| 9   | Fake the world              |                                              |
| 10  | Possible                    |                                              |
| 11  | なんでだろう                |                                              |
| 12  | 運命の人                    |                                              |
| 13  | 道標                        | バイオリン込みで披露。                       |

- 溝手るか LIVE 〜2525〜（2022年1月25日、大塚Hearts Next）
  - バンドメンバー：奈良悠樹（Guitar）、小椋健司（Bass）、佐倉優美（Keyboard）
- 溝手るか LIVE 〜ゆったりまったり秋の訪れ〜（2022年9月18日、大塚Hearts NEXT / 10月15日、南堀江knave）
- 溝手るか LIVE 〜ありがとうの花束〜（2025年1月25日、月見ル君想フ）
  - バンドメンバー：原嶋純平（Guitar）、佐倉優美（Keyboard）

### イベント

#### 主催イベント
- 溝手るか 18th 生誕祭 〜The origin of the music〜（2015年1月25日、DDD AOYAMA CROSS THEATER）
  - 2014年の17歳の誕生日に更新したブログで「ワンマンライブをやりたい[26]」と公約したことがきっかけとなり、同年10月1日にAKIBAカルチャーズ劇場で開催された『SUPER☆GiRLS NEXT STREET 2014〜Sponsored Press 1st Season〜』にて翌年1月25日の開催が発表された[27]。通常のスパガのステージとは異なるスタイルをとった本公演は、本人のルーツをたどる形で選曲された9曲を、生バンドをバックに歌唱[28][29]。またアンコールでは、本人作詞・坂詰美紗子作曲によるオリジナル曲が披露された[28][29][30]。
  - バンドメンバー[29]：山田裕之（Bass）、草間信一（Keyboards）、若森さちこ（Percussion）

| 1             | If I Ain't Got You （アリシア・キーズ） | ピアノ弾き語りで披露。                                                                                                  |
| 2             | 1/2 （川本真琴）                        | 本人が生まれた2か月後に発売されたシングル。                                                                             |
| 3             | マンマ・ミーア! （ABBA）                | 本人が生まれて初めて観たミュージカルの楽曲。                                                                            |
| 4             | 初恋 （aiko）                           | 本人が7歳の頃に発表されたシングル。 両親が好きな曲だという。                                                            |
| 5             | もうひとつの土曜日 （浜田省吾）         | オリジナルは1985年のシングル『LONELY-愛という約束事』のカップリング。 「初恋」と同様、両親の好きな曲のひとつだという。  |
| 6             | Tomorrow Never Knows （Mr.Children）    | 本人が生まれる3年前（1994年）に発表されたシングル。                                                                     |
| 7             | やさしいキスをして （DREAMS COME TRUE） | 学校の音楽の授業で『何度でも』と共に歌唱した曲だという。                                                                |
| 8             | 愛を歌おう （絢香）                     | |
| 9             | BELIEVE （エンジェルスハーモニー）      | |
| 10 （Encore） | always                                  | 本人が初めて作詞したオリジナル曲。 観客からの「アンコーるかちゃん！」コールで再登場し、誕生日ケーキと共に18歳を祝った。 |

- Ruka(from SUPER☆GiRLS)トーク&ライブ（2017年6月30日、エミフルMASAKI）
- #RFM Vol.0（2019年11月24日、Strawberry cafe & dining）
- #RFM vol.1（2021年11月27日、代官山NOMAD） - 2020年4月12日に開催予定だったが新型コロナウイルス感染症の流行の影響で中止となり[32]、改めて開催された。
- #RFM vol.2（2021年12月26日、代官山NOMAD）
- #RFM vol.3（2023年8月27日、Cafe & Bar オーケストラ）

#### その他のイベント
- @JAM THE WORLD 春のジャムまつり！2017（2017年4月1日、新宿ReNY） - Ruka(from SUPER☆GiRLS)として、ソロで対バンイベントに初出演。以降、出演はRuka(from SUPER☆GiRLS)名義。
- UTALABO presents FRESH RHYTHM 2017（2017年7月17日、VUENOS）
- OTODAMA×@JAM SPECIAL COLLABORATION LIVE 2017（2017年8月18日、OTODAMA SEA STUDIO）
- ナキフェス#3（2017年11月18日、PREMIERE HALL）
- Jungle Restaurant vol.2（2017年12月30日、VUENOS）
- TOMBORI FES 2018（2018年10月7日、道頓堀ZAZA HOUSE）
- 道玄坂異種格闘技戦 vol.113（2019年3月22日、渋谷La.mama） - SUPER☆GiRLS卒業後、初のライブ出演。以降、出演はRuka名義。
- 八坂沙織音楽会〜SAORI'S MELODY 8〜（2019年6月16日、RUIDO.K2）
- 1997 Goes On（2019年6月30日、RHAPSODY）
- ラジオ日本/SANETTY Produce主催 宮崎理奈プロデュース『カンタータ the LIVE』（2019年7月20日、ラジアントホール） - 溝手るかとして出演[33]
- Wordplay（渋谷La.mama）
  - vol.70（2019年7月31日）
  - vol.74（2019年9月5日）
- Signal mode presents.『Sigmolize!!! vol.1』（2019年12月7日、吉祥寺SHUFFLE）
- ROSE A REAL CHRISTMAS LIVE（2019年12月21日、shibuya PLUG）
- 渡邉ひかる 26th BIRTH DAY PARTY（2020年2月16日、Naked Loft）
- 海の声2020（2020年4月29日、三浦海岸 OTODAMA SEA STUDIO 2020） - 新型コロナウイルス感染症の流行の影響により中止された[34]。
- ROSE A REAL × Ruka vol.1（2020年6月18日、morph-tokyo） - 無観客ライブを行い、SHOWROOMで有料配信した。
- MIREI NIGHT 2022 in HANAYASHIKI BIRTHDAY & HALLOWEEN （2022年10月30日、浅草花やしき）- ゲスト
- バスツアー「溝手るかと宮崎理奈のイルミネーションバスツアー」（2023年3月4日、東京ドイツ村）
- JURIN pre.「Colorless Vol.1」（2023年8月18日、SHIBUYA DESEO）
- CREEP（2023年10月13日・12月14日、navey floor AKASAKA）
- JURIN BIRTHDAY LIVE（2023年12月15日、新宿motion）
- Christmas Cover Night -Unplugged & Party-（2023年12月22日、22CAFE（MUSIC BAR））

### ラジオ
- 音もん（2011年4月17日 - 2012年3月18日、毎週日曜、ABCラジオ） - 隔週レギュラー（後藤彩と共演）
- カンタータのラジオ（2019年8月26日（25日深夜）、ラジオ日本）[33]

### 舞台
- 超絶☆歌劇団 旗揚げ公演『回想GiRLS』（2012年9月15日 - 22日、東京タワーフットタウン）[35]
- 宮崎理奈プロデュース公演『不思議の国のカンタータ 〜泣き声混じりの空想歌〜』（2017年11月22日 - 26日、新宿村LIVE） - エレーナ 役
- 宮崎理奈プロデュース公演2020『MIX! こんなベタなことが私におこるなんて』（2020年11月18日 - 11月23日、CBGKシブゲキ!!） - アヤ 役
- 宮崎理奈プロデュース Vol.3『オフィスの国のアリス』（2022年4月27日 - 5月1日[注 2]、CBGKシブゲキ!!） - 桐谷編美 役

## 書籍

### 写真集
- 溝手るか CARDGRAVURE COLLECTION（2012年9月14日、東京ニュース通信社）ISBN 4863362536

### カレンダー
- 溝手るか(SUPER☆GiRLS) カレンダー 2013年（2012年10月17日、ハゴロモ）

### 新聞コラム
- 大阪出身スパガ・溝手るかのアイドル日記（2015年3月8日 - 2017年9月17日、産経WEST）